# Psammphiletria delicata
Psammphiletria delicata és una espècie de peix de la família dels amfílids i de l'ordre dels siluriformes.

## Morfologia
- Els mascles poden assolir 2,1 cm de longitud total.
- Nombre de vèrtebres: 33.[1]

## Hàbitat
És un peix d'aigua dolça i de clima tropical.

## Distribució geogràfica
Es troba a Àfrica: Pool Malebo.